# Ernst Fritz Schmid
Ernst Fritz Schmid (* 7. März 1904 in Tübingen; † 20. Januar 1960 in Augsburg) war ein deutscher Musikwissenschaftler und Mozartexperte.

## Leben
Ernst Fritz Schmid war Sohn des Gräzisten Wilhelm Schmid und Enkel von Karl Emil Kauffmann. Zunächst studierte Schmid 1924 bis 1927 an der Akademie der Tonkunst in München Violine, Viola und Viola d’amore und war 1927 in Düsseldorf auch als Bratschist tätig. Anschließend studierte er in Freiburg, Tübingen und Wien Musikwissenschaft. 1929 wurde er promoviert, 1934 habilitiert. Von 1935 bis 1937 war er Extraordinarius für Musikwissenschaft an der Universität Tübingen sowie deren Universitätsmusikdirektor. Um 1937 wurde er von den Nationalsozialisten um seine Stellung gebracht und wirkte zunächst als Chorleiter in den süddeutschen Gemeinden Amorbach und Miltenberg sowie in Augsburg, bis er 1940 als Soldat verpflichtet wurde. Während des Krieges heiratete er 1942 die Münchnerin Lotte Köbele, mit der er drei Söhne hatte. Schmid war Vater des Tübinger Ordinarius und Mozartforschers Manfred Hermann Schmid.
Seit 1945 finden in der Klosterkirche Ottobeuren und im dortigen Kaisersaal auf Anregung von Schmid klassische Konzerte in der Reihe Ottobeurer Konzerte statt, teilweise mit weltberühmten Dirigenten wie Herbert von Karajan und Leonard Bernstein. Im Juli 1945 begann Schmid im Auftrag der Stadt Augsburg mit den Mozart-Studien. Darüber hinaus verfasste er ab 1948 Kritiken zum lokalen Musikleben der Nachkriegsjahre in der Augsburger Tagespost.
Obwohl Schmid 1951 einer der maßgeblichen Mitbegründer der Deutschen Mozart-Gesellschaft war – einer der Träger-Institutionen der Neuen Mozart-Ausgabe –, gab es bis in die 1950er Jahre hinein für ihn keine Anstellung, in der er sein Auskommen gefunden hätte. Erst 1958 konnte er in Augsburg eine eigene Wohnung erwerben.
Schmid galt insbesondere als international anerkannter Mozartexperte und war einer der wichtigsten Wegbereiter und Mitarbeiter der Neuen Mozart-Ausgabe sowie 1954–1960 deren erster Editionsleiter. In seinen Arbeiten widmete er sich allerdings auch zahlreichen anderen Gebieten der Musikwissenschaft, darunter insbesondere Joseph Haydn und dessen Gesamtausgabe. Anlässlich seines Todes erschien die Broschüre In memoriam Ernst Fritz Schmid (1904–1960): ein Gedenkblatt für seine Angehörigen und Freunde.
Schmid war 1957 Gründungsmitglied der Gesellschaft für Bayerische Musikgeschichte.

## Veröffentlichungen (Auswahl)
- Carl Philipp Emanuel Bach und seine Kammermusik: Mit 18 Lichtdrucktafeln und einem Notenanhang. Bärenreiter-Verlag, 1931, 188 Seiten
- Joseph Haydn Werke für das Laufwerk (Flötenuhr) für Klavier zu zwei Händen übertragen und erstmals herausgegeben von Ernst Fritz Schmid. Sonderausgabe von Nagels Musik Archiv. Verlag Adolph Nagel, Hannover 1931.
- Mozart und das geistliche Augsburg, insonderheit das Chorherrnstift Heilig Kreuz. In: Zeitschrift des Historischen Vereins für Schwaben, 55/56 (1942/43), S. 40–202.
- Ein schwäbisches Mozart Buch (1948).
- Leopold Mozart (1719–1787). In: Götz von Pöllnitz (Hrsg.): Lebensbilder aus dem Bayerischen Schwaben, 3 (= Veröffentlichungen der Schwäbischen Forschungsgemeinschaft bei der Kommission für Bayerische Landesgeschichte 3,3). Hueber, München 1954, S. 346–368.